# Rosularia serrata
Rosularia serrata är en fetbladsväxtart som först beskrevs av Carl von Linné, och fick sitt nu gällande namn av Alwin Berger. Rosularia serrata ingår i släktet Rosularia och familjen fetbladsväxter. Inga underarter finns listade i Catalogue of Life.